# リンゼイ・ショウ
リンゼイ・ショウ（Lindsey Shaw、1989年5月10日 - ）は、アメリカ合衆国の女優。

## 出演作品
- プリティ・リトル・ライアーズ シーズン4（ペイジ）
- プリティ・リトル・ライアーズ シーズン3（ペイジ）
- NO ONE LIVES　ノー・ワン・リヴズ（アンバー）
- プリティ・リトル・ライアーズ シーズン2（ペイジ）
- ボディ・オブ・プルーフ2 死体の証言
- 新・ハウリング
- プリティ・リトル・ライアーズ シーズン1（ペイジ）
- 恋のからさわぎ シーズン2
- 恋のからさわぎ シーズン1
- イレブンス・アワー